# Escravidão natural
A escravidão natural (ou escravidão aristotélica ) é o argumento apresentado na Política de Aristóteles de que algumas pessoas são escravas por natureza, enquanto outras são escravas apenas por lei ou convenção . 
Em sua obra, a Política, Aristóteles descreve um escravo natural como "qualquer um que, embora seja humano, por natureza não é seu, mas de outra pessoa" e afirma ainda "ele é de outra pessoa quando, sendo humano, é um pedaço de propriedade; e um pedaço de propriedade é uma ferramenta de ação separada de seu dono. "  A partir disso, Aristóteles define a escravidão natural em duas fases. O primeiro é a existência e as características naturais do escravo. O segundo é o escravo natural na sociedade e em interação com seu senhor. De acordo com Aristóteles, as principais características dos escravos naturais incluem ser propriedades, ferramentas para ações e pertencer a outros. 

No livro I da Política, Aristóteles aborda as questões de se a escravidão pode ser natural ou se toda escravidão é contrária à natureza e se é melhor para algumas pessoas serem escravas. Ele conclui que
aqueles que são tão diferentes [de outros homens] como a alma do corpo ou o homem da besta - e eles estão neste estado se seu trabalho é o uso do corpo, e se este é o melhor que pode vir deles - são escravos por natureza. Para eles, é melhor ser governado de acordo com esse tipo de regra, se for o caso para as outras coisas mencionadas. 
Não é vantajoso para alguém que não seja um escravo natural ser mantido na escravidão, afirma Aristóteles, alegando que tal condição é mantida apenas pela força e resulta em inimizade. 
A obra de Aristóteles tem estado sob controvérsia e crítica nos últimos anos, com estudiosos  argumentando que "a formulação do relato de Aristóteles sobre a escravidão é crivada de inconsistência e incoerência."  Outros estudiosos argumentaram que o estado de escravidão natural é, em última análise, alterável, uma vez que a concepção de natureza de Aristóteles também o é. 

## Influência
Durante o século 16, com o início da colonização das Américas, cresceu o debate sobre a escravidão dos povos nativos. Muitos apoiavam a escravidão e não mediam esforços para justificá-la moralmente. Bartolomé de las Casas era a favor da conversão pacífica dos povos nativos, sem escravizá-los. Las Casas protestou contra o tratamento dado aos nativos pelos espanhóis, e em 1520 foi concedida uma audiência com o Sacro Imperador Romano Carlos V (Carlos I da Espanha).  Em vez disso, ele pediu sua conversão pacífica. 
Em abril de 1550, Las Casas e Juan Ginés de Sepúlveda se encontraram na Espanha para um debate sobre a racionalização da escravidão dos nativos americanos e sua moralidade com base na ideia de Aristóteles de escravidão natural. Sepúlveda defendeu a posição dos colonos do Novo Mundo, alegando que os ameríndios eram "escravos naturais".  Las Casas rebateu que a definição de Aristóteles de "bárbaro" e escravo natural não se aplicava aos índios, que eram totalmente capazes de raciocinar e deveriam ser trazidos ao cristianismo sem força ou coerção.   Sepúlveda argumentou que a escravidão dos indígenas era resultado da guerra: o "superior" estava dominando o "inferior" e os espanhóis tinham todo o direito de fazê-lo.  O presidente dos EUA Thomas Jefferson (1801 a 1809) – defensor da liberdade e proprietário de escravos – disse que do Haiti vinha o mau exemplo e que a peste devia ser confinada naquela ilha.